# Gminny Skansen Maszyn i Urządzeń Rolniczych w Podmoklu Małym
Gminny Skansen Maszyn i Urządzeń Rolniczych w Podmoklu Małym – muzeum (skansen) z siedzibą we wsi Podmokle Małe (powiat zielonogórski). Placówka jest jednostką gminy Babimost, działającą przy Zespole Edukacyjnym im. Franciszka Sarnowskiego w Podmoklu Małym.
Prace nad powstaniem skansenu rozpoczęły się w 2004 roku, natomiast jego otwarcie miało miejsce w czerwcu 2007 roku. Placówka powstała przy udziale środków z Funduszu Mikroprojektów Inicjatywy Wspólnotowej Interreg IIIA Euroregionu Sprewa- Nysa- Bóbr. W latach 2009-2010 miała miejsce rozbudowa skansenu.

W zbiorach skansenu znajduje się ok. 200 dawnych maszyn i urządzeń rolniczych, a także inne zabytki techniki użytkowej, znajdujące się poprzednio w szkolnej Izbie Pamięci, a także ofiarowane przez mieszkańców gminy. Wśród zbiorów można zobaczyć m.in. kierat, śrutownik, żarna, zrekonstruowany, XIX-wieczny piec chlebowy oraz wiatrak typu „koźlak”.
Skansen znajduje się na Lubuskim Szlaku Wina i Miodu.